# Republica Populară Ungară
Republica Populară Ungară, în maghiară Magyar Népköztársaság (Republica Populară Maghiară), a fost numele purtat de Ungaria în perioada comunistă din istoria sa, ca stat satelit al Uniunii Sovietice, între 1949-1989.

## Istorie

### Perioada stalinistă (1949-1956)
După demisia lui Zoltán Tildy, primul președinte al Ungariei, și alegerile din 15 mai 1949, la care a fost admis un singur partid, în data de 20 august 1949 a fost adoptată o nouă constituție. Uniunea Sovietică l-a impus la conducerea țării pe Mátyás Rákosi, care a impus obediență totală celorlalți membri ai Partidului Muncitoresc Socialist Ungar. Principalul rival al lui Rákosi pentru putere a fost László Rajk, care era ministru de externe. Rajk a fost arestat și, în colaborare cu Stalin, cu emisarul NKVD și poliția secretă AVH, secretarul general Rákosi a pus la cale un proces-spectacol al lui Rajk. Acesta a avut loc în septembrie 1949, Rajk fiind forțat să mărturisească că este un agent a lui Miklós Horthy, Leon Troțki, Josip Broz Tito și al imperialismului occidental și că a luat parte la un complot împotriva lui Mátyás Rákosi și Ernő Gero. Rajk a fost găsit vinovat și executat.
În ciuda faptului ca l-au ajutat pe Rákosi să-l lichideze pe Rajk, viitorul lider maghiar János Kádár și alți disidenți au fost și ei epurați din partid în această perioadă. În timpul interogatoriului lui Kádár, agenții AVH l-au bătut, l-au uns cu mercur pentru a împiedica transpirația prin piele, și i-au urinat în gură.
Ulterior, Rákosi și-a impus în Ungaria dictatura sa personală. Regimul Rákosi a dezvoltat un puternic cult al personalității. Numit „criminalul chel”, Rákosi a implementat programe politice și economice staliniste, ceea ce a făcut ca Ungaria să se confrunte cu una din cele mai grele dictaturi din Europa. El se descria pe sine ca fiind „cel mai bun discipol maghiar al lui Stalin” și „cel mai bun elev al lui Stalin”.
Represiunea a fost mai dură în Ungaria decât în celelalte state-satelit în deceniile anilor 1940 și 1950, din cauza unei rezistențe mai vehemente. Aproximativ 350.000 de funcționari și membri de partid intelectuali maghiari au fost eliminați din Partidul Comunist Maghiar în perioada 1948–1956. Era automat vulnerabil orice membru cu legături în Occident, ceea ce cuprindea un număr mare de oameni care se refugiaseră în Occident în timpul regimului horthyist și al ocupației naziste a Ungariei. Aproximativ 150.000 de astfel de persoane au fost închise, și circa 2.000 au fost executate.
În plus, în timpul „epurărilor sociale” a celor ce nu erau membri de partid, din Budapesta, la ora 2:00 după-amiaza în zilele de luni, miercuri și vineri, erau transportate persoanele de epurat, până prin 1953 numărul lor ajungând până la aproximativ 700.000. Dintre acestea, 98.000 au fost însemnați ca spioni și sabotori, și 5.000 au fost executați. Acestea epurări sociale au necesitat resurse imense, între care aproape un milion de adulți din Ungaria angajați doar pentru a înregistra, controla, calcula, îndoctrina, spiona pe și uneori ucide persoanele epurate.

### Deportări etnice
Între 1946-1948, la peste 200.000 de etnici germani li s-a anulat forțat cetățenia maghiară, li s-a confiscat averea și au fost deportați în colectiv în Germania.
Rákosi a extins rapid sistemul de învățământ maghiar. Aceasta a fost o încercare de a înlocui clasa educată cu ceea ce Rákosi numea noua „intelectualitate proletară”. Pe lângă unele efecte pozitive, cum ar fi accesul la educație al persoanelor sărace, mai multe oportunități pentru copiii clasei muncitoare și creșterea alfabetizării, această măsură mai comporta și diseminarea ideologiei comuniste în școli și universități. Ca parte a unui efort de a separa biserica de stat, instruirea religioasă a fost denunțată ca propagandă și a fost eliminată treptat din școli.
Cardinalul József Mindszenty, care s-a opus naziștilor germani și fasciștilor maghiari în timpul celui de al Doilea Război Mondial, a fost arestat în decembrie 1948 și acuzat de trădare. După cinci săptămâni în arest, el a mărturisit acuzațiile formulate împotriva lui și a fost condamnat la închisoare pe viață. Bisericile protestante au fost, de asemenea, epurate, iar liderii lor au fost înlocuiți cu unii dornici să rămână loiali guvernului lui Rákosi.
În armata maghiară au fost aduse noi cadre, cu studii făcute în grabă, pentru a scăpa de „rămășițele naziste și sabotorii imperialiști”. Mai mulți ofițeri au fost condamnați la moarte și executați în 1951, între care Lajos Toth, as al aerului în al Doilea Război Mondial, care se întorsese voluntar din captivitatea în SUA pentru a ajuta la revigorarea aviației maghiare. Victimele au fost reabilitate post-mortem după căderea comunismului.
Rákosi a avut dificultăți în gestionarea economiei și nivelul de trai al populației Ungariei a scăzut. Guvernul său a devenit tot mai nepopular și, după ce a murit Stalin în 1953, Mátyás Rákosi a fost înlocuit în funcția de prim-ministru cu Imre Nagy. Cu toate acestea, el și-a păstrat poziția de secretar general al Partidului Popular Muncitoresc din Ungaria și în următorii trei ani, cei doi fiind implicați într-o luptă dură pentru putere.

### Revoluția de la 1956
Revoluția maghiară din 1956 a început pe 23 octombrie ca o demonstrație pașnică a studenților din Budapesta. Studenții cereau mai multe lucruri, între care încetarea ocupației sovietice. Poliția a făcut câteva arestări și a încercat să disperseze mulțimea cu gaze lacrimogene. Când protestatarii au încercat să-i elibereze pe cei care fuseseră arestați, poliția a deschis focul asupra mulțimii, provocând revolte în întreaga capitală.
Devreme în dimineața următoare, unitățile militare sovietice au intrat în Budapesta și au ocupat poziții-cheie. Cetățenii și soldații s-au alăturat protestatarilor, scandând „rușii să plece acasă” și distrugând simbolurile partidului comunist. Comitetul Central al Partidului Popular Muncitoresc din Ungaria a răspuns la presiunea străzii, aducându-l în frunte pe reformatorul Imre Nagy.
La 25 octombrie s-a adunat o mulțime de protestatari în fața clădirii Parlamentului. Unitățile AVH au început să tragă în mulțime de la acoperișurile clădirilor vecine. Unii soldați sovietici au tras la rândul lor asupra trupelor AVH, crezând că ele trag în ei. Aprovizionați cu arme capturate de la AVH sau date de soldații maghiari care au aderat la revoltă, unele persoane din mulțime au început și ele să tragă.
Imre Nagy a fost prezent la Radio Kossuth și a anunțat că a preluat conducerea guvernului în calitate de președinte al Consiliului de Miniștri al Republicii Populare Ungare. El a promis, de asemenea, „democratizarea profundă a vieții publice maghiare, realizarea unui drum maghiar a socialismului, în acord cu propriile noastre caracteristici naționale, precum și realizarea nobilului nostru obiectiv național: îmbunătățirea radicală a condițiilor de viață ale clasei muncitoare”.
La 28 octombrie, Nagy și un grup de susținători ai săi, între care János Kádár, Géza Losonczy, Apró Antal, Károly Sarut, Münnich și Ferenc Szabó Zoltán, a reușit să preia controlul Partidului Popular Muncitoresc din Ungaria. În același timp, pe tot teritoriul țării s-au format sfaturi revoluționare muncitorești și comitetele locale naționale.
Schimbarea conducerii de partid a fost reflectată în articolele ziarului guvernamental, Szabad NEP (în traducere „Poporul liber”). La 29 octombrie, ziarul a salutat noul guvern și a criticat în mod deschis încercările sovietice de a influența situația politică din Ungaria. Acest punct de vedere a fost susținut de Radio Miskolc, care a cerut retragerea imediată a trupelor sovietice din țară.
Pe 30 octombrie, Imre Nagy a anunțat eliberarea cardinalului József Mindszenty și a altor deținuți politici. Nagy a informat, de asemenea, că guvernul său intenționează să elimine sistemul partidului unic. Zoltán Tildy, Kéthly și Anna Farkas Ferenc au anunțat reînființarea Partidului Micilor Proprietari, a Partidului Social Democrat și a Partidului Petőfi (fostul Partid Țărănesc).
Decizia cea mai controversată a lui Nagy a fost luată la 1 noiembrie, când a anunțat că Ungaria intenționează să se retragă din Pactul de la Varșovia și să-și proclame neutralitatea. El a cerut Națiunilor Unite să se implice în disputa țării cu Uniunea Sovietică.
La 3 noiembrie, Nagy a anunțat detalii despre guvernul său de coaliție. Acesta a inclus comuniști (János Kádár, Georg Lukács, Géza Losonczy), trei membri ai Partidului Micilor Proprietari (Zoltán Tildy, Béla Kovács și Istvan Szabo), trei social-democrați (Anna Kéthly, Gyula Keleman, Joseph Fischer), și doi Petőfi-țărăniști (Bibo István și Ferenc Farkas). Pál Maléter a fost numit ministru al apărării.
Nikita Hrușciov, liderul Uniunii Sovietice, a devenit tot mai îngrijorat față de aceste evoluții și, la 4 noiembrie 1956, el a trimis Armata Roșie în Ungaria. Tancurile sovietice au capturat imediat aeroporturile din Ungaria, intersecțiile rutiere și podurile. Au avut loc lupte în toată țara, dar forțele maghiare au fost repede învinse.
În timpul revoltei maghiare, aproximativ 20.000 de oameni au fost uciși, aproape toți în urma intervenției sovietice. Imre Nagy a fost arestat și înlocuit cu loialistul sovietic János Kádár, în calitate de șef al nou-înființatului Partid Socialist Muncitoresc Maghiar (în maghiară Magyar Szocialista Munkáspárt). Nagy a fost arestat până la execuția sa în 1958. Alți miniștri de stat sau susținători ai guvernului reformist fie au fost executați, fie au murit în captivitate. Între aceștia, s-au numărat Pál Maléter, Géza Losonczy, Attila Szigethy și Gimes Miklós.

### Schimbările sub Kádár
Primul guvern Kádár a efectuat represalii împotriva revoluționarilor. 21.600 disidenți au fost închiși, 13.000 internați, și 400 uciși. La începutul anilor 1960, Kádár a anunțat însă o nouă politică în conformitate cu motto-ul „cine nu este împotriva noastră este cu noi”, o variație a citatului atribuit lui Rákosi: „cine nu este cu noi este împotriva noastră”. El a declarat amnistie generală, a redus treptat o parte din efectivele poliției secrete, și a introdus o politică relativ liberală în cultură și economie, care a vizat depășirea ostilității post-1956 între poporul maghiar și regimul Kádár.
În 1966, Comitetul Central a aprobat „noul mecanism economic”, prin care a încercat să revizuiască economia, creșterea productivității, să facă Ungaria mai competitivă pe piețele mondiale, și să creeze prosperitate pentru a promova stabilitatea politică. Pe parcursul următoarelor două decenii de relativă liniște internă, guvernul Kádár a răspuns presiunilor alternative pentru mici reforme politice și economice, și contra-presiunilor din partea adversarilor reformei.
Până la începutul anilor 1980, Kádár a realizat unele reforme economice de durată și o liberalizare politică limitată, și a urmărit o politică externă care a încurajat comerțul cu Occidentul. Cu toate acestea, noul mecanism economic a condus la acumularea de datorie externă, prin credite care au subvenționat industriile neprofitabile.

## Economie
Ca membru al blocului estic, inițial, Ungaria a fost modelată de mai multe directive ale lui Iosif Stalin, care au servit la subminarea caracteristicilor instituționale occidentale ale economiilor de piață, a guvernării democratice (numită în limbaj sovietic „democrație burgheză”), precum și a statului de drept prin intervenții discreționare ale statului. Sovieticii au modelat toate economiile din Blocul de Est, inclusiv a Ungariei în conformitate cu liniile sovietice ale economiei planificate. Activitatea economică a fost reglementată prin planuri cincinale.
Mărfurile grele au fost favorizate față de bunurile de larg consum, ceea ce a dus la deficitul cantitativ și calitativ al acestora din urmă. În general, ineficiența sistemelor fără piața concurențială și a reglării prețurilor prin mecanismele cererii și ofertei s-au dovedit costisitoare și nesustenabile, în special în condițiile creșterii concomitente a complexității economiei mondiale, alte națiuni din Europa de Vest cunoscând o creștere economică, prin fenomenele Wirtschaftswunder („miracolul economic” din RFG), Trente Glorieuses („treizeci de ani glorioși” în Franța) după al Doilea Război Mondial.
Deși majoritatea economiilor din Europa de Vest începuseră să se apropie de PIB brut pe cap de locuitor al Statelor Unite, Ungaria nu a reușit același lucru, PIB-ul său pe cap de locuitor încadrându-se în valori semnificativ mai scăzute față de cele ale țărilor din Europa de Vest.
Conducerea Partidului a colectivizat agricultura, și a folosit profiturile fermelor pentru a finanța expansiunea rapidă a industriei grele, care a atras peste 90% din totalul investițiilor industriale. La început, Ungaria, s-a concentrat în principal pe producerea aceluiași sortiment de produse ca și înainte de război, inclusiv locomotive și vagoane de cale ferată. În ciuda bazei de resurse sărace și a oportunităților favorabile de specializare în alte forme de producție, Ungaria a dezvoltat o nouă industrie grea, care conform doctrinei comuniste, vag aplicabile la momentul elaborării și complet ruptă de realitate la momentul aplicării, era de așteptat să susțină în continuare creșterea internă și exporturile pentru a plăti materia primă importată.

### Tranziția către o democrație de tip occidental
Tranziția Ungariei spre o democrație de factură occidentală a fost una dintre cele mai line din toate țările fostului bloc sovietic. Până la sfârșitul lui 1988, activiștii din sânul partidului, precum și birocrații de partid și intelectualii budapestani făceau presiuni pentru o schimbare. Unii dintre ei au devenit social-democrați reformiști, iar alții au început să dezvolte mișcări care aveau să devină alte partide. Tinerii liberali au format Federația Tinerilor Democrați (Fidesz). Un nucleu al așa-numitei Opoziții Democratice a format Asociația Democraților Liberi (SZDSZ) și opoziția națională a format Forumul Democratic Maghiar⁠(d) (MDF). Mișcări naționaliste, cum ar fi Jobbik, au reapărut după un rapid declin al sentimentului naționalist de după proclamarea Republicii Populare. Activismul civic s-a intensificat până la un nivel nemaivăzut de la revoluția din 1956.
În 1988, Kádár a fost înlocuit din funcția de secretar general al Partidului Comunist și comunistul reformist Imre Pozsgay a fost primit în Comitetul Central. În 1989, Parlamentul a adoptat un „pachet democratic”, ce cuprindea, printre altele, pluralism sindical; libertate de asociere, de adunare și a presei; o nouă lege electorală; și în octombrie 1989 o revizuire radicală a constituției. Plenul Comitetului Central a aprobat în februarie 1989 în principiu sistemul politic pluripartit și caracterizarea revoluției din octombrie 1956 drept „revoltă populară”, după cum se exprima Pozsgay, a cărui mișcare reformistă căpătase putere pe fondul scăderii dramatice a numărului de membri al Partidului Comunist. Principalii rivali politici ai lui Kádár au cooperat atunci pentru a îndruma țara treptat spre o democrație de factură occidentală. Uniunea Sovietică și-a redus implicarea semnând în aprilie 1989 un acord prin care se angaja să retragă forțele sovietice până în iunie 1991.
Unitatea națională a culminat în iunie 1989 la reînhumarea lui Imre Nagy, a asociaților săi și, simbolic, a tuturor celorlalte victime ale revoluției din 1956. O masă rotundă națională, la care au participat reprezentanții noilor partide, unele fiind partide vechi reînființate (cum ar fi Micii Proprietari și Social-Democrații), și diferite grupuri sociale, s-au întrunit la sfârșitul verii lui 1989 pentru a discuta marile schimbări în constituția maghiară care să pregătească alegerile libere și tranziția la un sistem politic democratic și deplin liber.
În octombrie 1989, Partidul Comunist și-a ținut ultimul său congres și și-a schimbat denumirea în Partidul Socialist Maghiar (MSZP). Într-o ședință istorică din 16–20 octombrie 1989, Parlamentul a adoptat legile care prevedeau alegeri politice cu mai multe partide și alegeri prezidențiale cu vot direct. Legislația a transformat Ungaria dintr-o Republică Populară în Republica Maghiară, care garanta drepturile omului și cetățeanului, și înființa un cadru instituțional care să asigure separația puterilor în stat, între ramurile judecătorească, executivă și legislativă. La aniversarea a 33 de ani de la Revoluția din 1956, pe 23 octombrie, Sfatul Prezidențial a fost dizolvat. Conform Constituției, președintele parlamentului, Mátyás Szűrös a asigurat interimatul funcției de președinte, și a proclamat oficial Republica Maghiară. Constituția revizuită susținea „valorile democrației burgheze și ale socialismului democratic” și punea pe picior de egalitate proprietatea publică cu cea privată.
Ungaria și-a descentralizat economia și și-a întărit legăturile cu Europa Occidentală; în mai 2004, țara a devenit membră a Uniunii Europene.